# Acrolyta pseudonens
Acrolyta pseudonens là một loài tò vò trong họ Ichneumonidae.